# 左乙拉西坦
左乙拉西坦（INN:levetiracetam），以商品名稱Keppra等於市面上銷售，是一種新型抗癲癇藥物，用於治療癲癇。它可用於治療局部性癲癇發作、肌陣攣性癲癇發作或全身強直陣攣發作，給藥途經有速效或是長效釋放的口服劑型，或經由靜脈注射。
左乙拉西坦於1992年透過對聽源性癲癇易感（由特定的聽覺刺激所誘發）小鼠的篩選中被發現。三年後，研究報告指出左乙拉西坦在大腦中與一種約90千道爾頓的蛋白質發生可飽和的立體選擇性結合，這種蛋白質後來被確認為普遍存在的突觸囊泡糖蛋白SV2A。
左乙拉西坦抗癲癇潛力被發現的過程非常獨特，因為它挑戰當時抗癲癇藥物發現領域的多項既有信條，因此也曾遭到癲癇學界的質疑。
使用左乙拉西坦後常見的副作用有嗜睡、頭暈、疲勞感和出現攻擊性。嚴重的副作用則有精神病（即思覺失調）、出現自殺意念，以及如史蒂芬斯－強森症候群或過敏性休克等的過敏反應。左乙拉西坦是乙拉西坦的S-對映異構體。它作為突觸囊泡糖蛋白2A (SV2A) 的配體而發揮作用。
左乙拉西坦於1999年在美國獲准用於醫療用途，目前已有其通用名藥物（學名藥）上市。此藥物於2022年是美國處方量排名第123位的藥物，開立的處方箋數量超過500萬張。此藥物已列入世界衛生組織基本藥物標準清單之中。

## 醫療用途

### 局部性癲癇發作
左乙拉西坦作為單藥治療，對成人新診斷的局部性癲癇發作有療效。作為輔助用藥時，它可將局部性癲癇發作降低50%或是更多。

### 部分性複雜癲癇發作
左乙拉西坦作為輔助治療，對部分性（局部性）癲癇發作有療效。

### 全身性癲癇發作
左乙拉西坦對治療全身強直陣攣性癲癇發作有效。它在美國已被核准作為肌陣攣性和強直陣攣性癲癇發作的輔助治療藥物。左乙拉西坦在歐盟已被核准作為部分性癲癇發作的單一療法，或作為部分性、肌陣攣性和強直陣攣性癲癇發作的輔助療法。
左乙拉西坦有時也以仿單標示外使用（off label）用於治療癲癇重積狀態。

### 預防癲癇發作
有低品質的證據顯示左乙拉西坦在創傷性腦損傷後出現的早期癲癇發作的預防方面，其效果與苯妥英大致相當。它可能對預防蛛網膜下腔出血相關的癲癇發作有效。

### 其他用途
左乙拉西坦並未被證實對治療神經性疼痛有效，也不適於治療原發性顫抖症。此外，左乙拉西坦也未被證實對治療自閉症類群障礙有效。研究僅證明它能對自閉症類群障礙關的部分性、肌陣攣性或強直陣攣性癲癇發作能產生療效。

### 特殊人群
左乙拉西坦在智力障礙者中發揮的療效和耐受性與對非智力障礙者相當。
對懷孕雌性大鼠進行的研究顯示，在整個懷孕和哺乳期間口服最大推薦人類劑量的左乙拉西坦，會導致輕微的胎兒骨骼異常。
曾有研究，探討老年患者與年輕患者相比，是否會出現更多的不良反應。其中經由醫學期刊《癲癇研究（Epilepsy Research）》提供的資訊顯示患有中樞神經系統疾病的年輕或老年患者，其不良症狀的發生率並無顯著增加。

## 不良反應
使用左乙拉西坦治療，對中樞神經系統最常見的不良影響有嗜睡、精力下降、頭痛、頭暈、情緒波動和肢體協調困難等。這些不良反應在治療期間的頭一個月最為明顯。約有4%的患者因副作用而退出核准前臨床試驗。
約有13%服用左乙拉西坦的患者會出現神經精神症狀，這些症狀通常輕微，包括煩躁不安、懷有敵意、冷漠、焦慮、情緒不穩和憂鬱。約有1%的患者會出現嚴重的精神科副作用，包括幻覺、出現自殺意念或精神病。這些副作用在停藥後可逆轉。此類情況大多發生在治療期間的頭一個月，但偶爾也可能在治療期間的任何時間發生。
服用左乙拉西坦的患者在極罕見的情況下曾報告出現史蒂芬斯－強森症候群和毒性表皮壞死溶解症 （TEN）。這些病症會以疼痛性、廣泛蔓延的皮疹呈現，伴隨紅腫、水泡及/或皮膚剝落。使用左乙拉西坦這類抗癲癇藥物後發生史蒂芬斯－強森症候群的機率約為三千分之一。
對於左乙拉西坦或其錠劑、口服液中任何非活性成分曾表現出過敏反應的人，不應使用此藥。這類過敏反應包含但不限於：不明原因的紅疹、水泡皮膚、呼吸困難，以及胸部或呼吸道的緊縮感。
在一項研究中，服用左乙拉西坦的患者其骨密度降低的發生率，顯著高於服用其他抗癲癇藥物的患者。

### 自殺風險
使用左乙拉西坦可能會增加自殺行為或自殺意念的風險，與使用其他抗癲癇藥物相似。應針對服用左乙拉西坦的患者進行密切監測，留意其是否有抑鬱加重、自殺意念或傾向，或任何情緒或行為狀態的改變。

### 腎臟與肝臟
腎功能受損的個體，從體內排除左乙拉西坦的速度會因而降低。腎功能下降者需要根據腎功能監測來調整使用劑量。
對於肝功能受損的個體，無需調整攝取左乙拉西坦的劑量。

### 藥物交互作用
左乙拉西坦或其主要代謝物與併用藥物之間並未觀察到顯著的藥物代謝動力學交互作用。左乙拉西坦的藥物動力學特性不受苯妥英、苯巴比妥、撲米酮、卡馬西平、丙戊酸、拉莫三嗪、加巴噴丁、地高辛、炔雌醇或華法林的影響。

## 作用機轉
左乙拉西坦治療癲癇的確切作用機制目前尚未被完全了解。它並未表現出與傳統抗癲癇藥物相似的藥理作用。它不抑制電壓依賴性鈉離子通道，不影響γ-胺基丁酸能傳導，也不與γ-胺基丁酸能受體或谷氨酸能受體結合。然而該藥物會與突觸囊泡糖蛋白SV2A結合， 並抑制突觸前鈣離子通道，而減少神經傳遞物質釋放，發揮神經調控劑的作用。這作用被認為能阻礙跨突觸的衝動傳導。前述是截至2024年被廣泛接受的作用機制概念。但在分子基礎的作用仍未被充分了解。

## 藥物動力學
FDA於2013年提供關於左乙拉西坦藥理學和生物藥劑學的詳細審查報告。

### 吸收
人體對左乙拉西坦藥錠和口服溶液的吸收迅速且基本上很完全。其生物利用度接近100%，服用時也同時進食，對其吸收的影響很小。

### 分佈
左乙拉西坦的分佈體積與全身總水量相似。左乙拉西坦與血漿蛋白的結合程度不高（小於10%）。

### 代謝
左乙拉西坦在體內不會進行廣泛的代謝，形成的代謝物不具活性，也不會產生藥理作用。左乙拉西坦的代謝不是透過肝臟細胞色素P450，而是透過其他代謝途徑，例如水解和羥基化。

### 排泄
左乙拉西坦在腎功能正常的人群中主要透過腎臟排出人體，約有66%以藥物原型進入尿液。左乙拉西坦在成人體內的生物半衰期約為6至8小時，不過藥物在腦脊髓液中的平均半衰期約為24小時，這個數值更能準確反映藥物在大腦這個作用部位的實際停留時間。

### 類似物
布瓦西坦是左乙拉西坦的化學類似物，是一種具有相似性質的拉西坦衍生物。

## 社會與文化
左乙拉西坦目前有速效口服劑型、長效口服劑型和靜脈注射劑型可供選擇。
速效錠劑的學名藥自2008年起在美國上市，並於2011年在英國上市。長效錠劑的專利將於2028年到期。
原研發藥廠（UCB Pharmaceuticals S.A.）所推出的品牌名稱為Keppra。
由Aprecia藥廠生產的3D列印藥物（口溶錠劑型）於2015年獲得FDA核准，商品名稱為Spritam。有人表示利用3D列印技術生產的成品具備更佳的崩解特性，可提升藥效。

### 法律地位

#### 澳大利亞
根據澳大利亞的《藥物和毒物統一分類標準》（2020年2月），左乙拉西坦屬於附表4物質（需透過合格人員開立處方方可取得）。

#### 日本
根據日本法律，除非是旅客因個人使用且已取得處方，否則左乙拉西坦及其他拉西坦類藥物不得攜帶入境。計畫攜帶超過一個月用量入境者，必須取得一份名為"薬監証明, yakkan shōmei"的許可證才能攜入。

## 研究
過去曾研究使用左乙拉西坦治療神經生物學疾病的症狀，例如妥瑞氏症和焦慮症。然而使用左乙拉西坦最嚴重的不良反應是在行為方面，且其在這些病症中的效益-風險比尚不明確。
目前正在測試使用左乙拉西坦，以減少阿茲海默症患者海馬迴過度活躍。
此外，實驗證明左乙拉西坦能減少左旋多巴引發的運動障礙。左旋多巴用於治療巴金森氏症。
一項於2023年進行的系統性回顧，對所評估的十種藥物中，左乙拉西坦是唯一有足夠證據顯示能讓部分嬰兒擺脫癲癇發作的藥物。此外，左乙拉西坦引起的不良反應在嬰兒這個年齡組中很少嚴重到需要停藥。但是，由於目前只有兩篇已發表的研究提出癲癇無發作案例的報告，所以這項證據的說服力被認為並不高。